# 1ª Brigata meccanizzata pesante "Severia"
La 1ª Brigata meccanizzata pesante autonoma "Severia" (in ucraino 1-ша окрема важка механізована Сіверська бригада?, 1-ša okrema važka mechanizovana Sivers'ka bryhada, unità militare А1815) è un'unità di fanteria meccanizzata e corazzata delle Forze terrestri ucraine, subordinata al Comando operativo "Nord" e con base a Hončarivs'ke.

## Storia
L'unità venne costituita come 1ª Brigata corazzata autonoma (in ucraino 1-ша окрема танкова бригада?, 1-ša okrema tankova bryhada) in seguito alla dissoluzione dell'Unione Sovietica, a partire dal 292º Reggimento corazzato delle guardie della 72ª Divisione motorizzata dell'Armata Rossa (nome completo: 292º Reggimento corazzato delle guardie "Novgorod Ordine della Bandiera Rossa, di Kutuzov, di Bogdan Chmel'nyc'kyj, di Aleksandr Nevskij e della Stella Rossa"), un'unità risalente al 1942 e veterana della seconda guerra mondiale. Nel 1997 le venne aggregato il 280º Reggimento corazzato, proveniente dalla 25º Divisione meccanizzata sovietica, anch'essa passata sotto il controllo ucraino.
A partire dal marzo 2014 la brigata venne coinvolta nella guerra del Donbass, dove prese parte alla seconda battaglia dell'aeroporto di Donec'k e alla battaglia di Debal'ceve. Il 18 novembre 2015, nell'ambito dell'eliminazione dei riferimenti sovietici nelle Forze armate, tutti i titoli della brigata vennero rimossi, e l'unità prese quindi il nome di 1ª Brigata corazzata delle guardie. Il 22 agosto 2016 anche quest'ultimo titolo venne cancellato. Il 23 agosto 2017 venne insignita del titolo onorifico "Severia" (regione storica attualmente situata fra la Russia sudoccidentale e l'Ucraina settentrionale).

### Guerra russo-ucraina
In seguito all'invasione russa dell'Ucraina, nelle prime ore dell'attacco la brigata ha disperso le sue unità per anticipare lo sbarramento d'artiglieria nemico. È stata in seguito inviata a Černihiv per contrastare le avanguardie della 41ª Armata combinata, bloccandone l'avanzata verso Kiev e costringendo i russi ad aggirare la città. I carri dell'unità hanno ingaggiato le colonne corazzate russe a distanza ravvicinata, infliggendo loro perdite significative. Nel frattempo la brigata è stata rinforzata da unità delle Forze di difesa territoriale, in particolare la 119ª Brigata, e al sopraggiungere dei rinforzi russi è iniziato l'assedio di Černihiv, che si è risolto con successo per gli ucraini il 31 marzo 2022, quando la 41ª Armata si è ritirata in Bielorussia.
Dopo un periodo di riposo per ricostituire i reparti, a luglio la brigata è stata rischierata nell'Ucraina orientale, precisamente nell'area di Kramators'k, per fungere da riserva strategica durante l'offensiva russa nel Donbass, distaccando i suoi battaglioni corazzati in supporto della fanteria ucraina. Elementi dell'unità sono stati distaccati per andare a costituire il battaglione corazzato della 47ª Brigata meccanizzata.
Successivamente la brigata ha preso parte alla controffensiva ucraina nella regione di Cherson. Per i meriti dimostrati nell'operazione la brigata è stata insignita del titolo onorifico "Per il Valore e il Coraggio" da parte del presidente ucraino Volodymyr Zelens'kyj, il quale ha anche affermato che oltre 1000 militari dell'unità hanno ricevuto onorificenze statali durante i primi sei mesi di guerra. All'inizio del 2023 è stata schierata nella parte meridionale dell'oblast' di Donec'k. Il 28 gennaio ha svolto, insieme alla 72ª Brigata meccanizzata, un contrattacco nella zona di Vuhledar per bloccare definitivamente l'offensiva russa che già nei giorni precedenti aveva subito elevate perdite nel tentativo di prendere la cittadina. A marzo 2023 militari della brigata sono stati inviati all'estero per essere addestrati all'utilizzo dei carri occidentali Leopard 2A6, ed è probabile che il 4º Battaglione sia stato quindi assegnato ad un'altra brigata meccanizzata. A ottobre parte l'unità è stata schierata a nord di Avdiïvka per supportare le difese della città, investita da una massiccia offensiva russa. A febbraio 2024 elementi della brigata sono stati impiegati a sostegno delle unità ucraine impegnate nel saliente di Robotyne. Il 10 giugno 2024, durante i combattimenti nei pressi di Vovčans'k nell'oblast' di Charkiv, ha perso la vita Mykola Kočanivskyj, leader del Movimento Volontario "OUN" e comandante dell'omonimo battaglione.
A luglio 2025 la brigata è stata riorganizzata come brigata meccanizzata pesante, facendo seguito alla 5ª, 17ª e 117ª Brigata, cedendo un battaglione corazzato e guadagnando un battaglione meccanizzato; è stata quindi assegnata al 18º Corpo d'armata.

## Struttura
- Comando di brigata[22]
- 1º Battaglione corazzato
- 2º Battaglione corazzato
- 1º Battaglione meccanizzato
- 2º Battaglione meccanizzato
- 1º Battaglione fucilieri
- 2º Battaglione fucilieri "OUN"[23]
- Compagnia sistemi senza pilota "Pegas"
- Gruppo d'artiglieria
  - Batteria acquisizione obiettivi
  - Battaglione artiglieria semovente (2S3 Akatsiya)
  - Battaglione artiglieria semovente (2S1 Gvozdika)
  - Battaglione artiglieria lanciarazzi (BM-21 Grad)
  - Battaglione artiglieria controcarri (MT-12 Rapira)
- Battaglione artiglieria missilistica contraerei (2K22 Tunguska e 9K35 Strela-10)
- Battaglione genio
- Battaglione manutenzione
- Battaglione logistico
- Compagnia ricognizione (BRDM-2)
- Compagnia cecchini
- Compagnia guerra elettronica
- Compagnia comunicazioni
- Compagnia radar
- Compagnia difesa NBC
- Compagnia medica

## Simboli
Lo stemma della brigata raffigura un cavallo d'acciaio, che simboleggia la durevolezza delle tradizioni storiche dell'esercito ucraino. Lo scudo, nero bordato d'oro, indica l'appartenenza dell'unità alle truppe corazzate dell'Ucraina.

## Comandanti
- Colonnello Volodymyr Zamana (1997 - 1999)
- Colonnello Serhij Mychejevs'kyj (1999 - 2003)
- Colonnello Ihor Tancjura (2003 - 2005)
- Colonnello Ihor Špak (2007 - 2009)
- Colonnello Andrij Hryc'kov (2009 - 2015)[25]
- Colonnello Oleksij Zobnin (2015 - 2016)
- Colonnello Serhij Malenko (2016 - 2017)[26]
- Colonnello Oleh Biličenko (2017 - 2019)[27]
- Colonnello Jurij Mežakov (gennaio 2019 - maggio 2020)[28]
- Colonnello Leonid Choda (maggio 2020 - agosto 2024)[29]
- Colonnello Oleh Mohul's'kyj (agosto 2024 - in carica)[30]